# Thurnen
Thurnen – gmina (niem. Einwohnergemeinde) w Szwajcarii, w kantonie Berno, w regionie administracyjnym Bern-Mittelland, w okręgu Bern-Mittelland. 1 stycznia 2020 do gminy przyłączono gminy Kirchenthurnen, Lohnstorf oraz Mühlethurnen.

## Demografia
W Thurnen mieszka 2013 osób. W 2020 roku 7,1% populacji gminy stanowiły osoby urodzone poza Szwajcarią.

## Transport
Przez teren gminy przebiegają drogi główne nr 183 i nr 221.